# Cloramfenicol
Cloramfenicolul este un antibiotic cu spectru larg din clasa amfenicolilor, care a fost pentru prima oară izolat în anul 1947 din specia bacteriană Streptomyces venezuelae. În prezent este utilizat doar ca antibiotic de rezervă, din cauza efectelor secundare negative pe care le imprimă asupra măduvei osoase, ce determină o anemie aplastică. Antibioticul este utilizat în infecții grave ca tifos, paratifos, pestă, difterie, dizenterie, rickettsioze, malarie, boli micotice, etc. Este utilizat adesea în forme farmaceutice de uz oftalmic (picături de ochi) pentru tratamentul conjunctivitei.
În S.U.A., începând cu anul 2012, a fost interzisă prepararea și comercializarea produselor farmaceutice destinate administrării orale la om, fiind considerate mult prea riscante din cauza multiplelor efecte adverse. 
În medicina veterinară, Cloramfenicolul este interzis pentru a fi utilizat la animalele de rentă, fiind înscris pe anexa IV a E.M.A., anexă ce cuprinde lista de medicamente interzise spre utilizare în tratamentul animalelor a căror produse și subproduse intră în consumul uman.
Se află pe lista medicamentelor esențiale ale Organizației Mondiale a Sănătății.

## Utilizări medicale
Indicația originală a cloramfenicolului era tratamentul febrei tifoide, însă în prezent există multe tulpini de Salmonella typhi cu rezistență.
În țările sub-dezvoltate, OMS nu mai recomandă utilizarea cloramfenicolului ca tratament de primă linie în meningită, însă se acceptă utilizarea sa cu precauție în cazul lipsei de alternative.